# Heinkel He 274
Die Heinkel He 274 war ein deutsches Kampfflugzeug, das Ende des Zweiten Weltkriegs kurz vor der Fertigstellung stand.

## Entwicklung
Da das Heinkel-Konstruktionsbüro mit zahlreichen Entwicklungen voll ausgelastet war, wurden Konstruktion und Bau der He 274 an die französischen Farman-Flugzeugwerke übertragen, die nach der Niederlage Frankreichs von Heinkel verwaltet wurden. Auf der Basis des He 177-Rumpfes entstand der neue Entwurf mit neuem Tragflügel von 44 m Spannweite und einem Doppelleitwerk. Der Rumpfbug war als Druckkabine ausgeführt, da die Maschine als Höhenfernbomber in 14.000 m Höhe oberhalb der Einsatzhöhe der damals bekannten Jagdflugzeuge operieren sollte. Als Antrieb waren vier spezielle DB 603A-2-Höhenmotoren mit Turbolader vorgesehen, die jeweils 1850 PS hatten.
Die Farman-Belegschaft in Suresnes begann 1943 die Arbeiten an dem Projekt. Aufgrund ständiger Verzögerungen, nicht selten hervorgerufen durch Sabotage französischer Widerstandskämpfer, waren zum Zeitpunkt der Invasion erst zwei Zellen fertiggestellt, die aber wegen der fehlenden Motoren nicht flugbereit waren. Sie wurden nach Kriegsende mit Triebwerken versehen und von den Franzosen für Höhenerprobungsflüge genutzt. Dazu erhielten die Flugzeuge die Bezeichnungen AAS-01 und AAS-02. Sie flogen erstmals am 30. Dezember 1945 bzw. am 22. Dezember 1947. 1953 wurden sie aufgrund Ersatzteilmangels verschrottet.

## Technische Daten
| Kenngröße                   | Daten (AAS-01)                                                          |
| --------------------------- | ----------------------------------------------------------------------- |
| Besatzung                   | 4                                                                       |
| Länge                       | 22,48 m                                                                 |
| Spannweite                  | 44,20 m                                                                 |
| Höhe                        | 5,50 m                                                                  |
| Flügelfläche                | 142,0 m²                                                                |
| Leermasse                   | 21.645 kg                                                               |
| Zuladung                    | 14.355                                                                  |
| max. Startmasse             | 36.000 kg                                                               |
| Höchstgeschwindigkeit       | 430 km/h in Bodennähe 500 km/h in 5700 m Höhe 600 km/h in 11.000 m Höhe |
| Landegeschwindigkeit        | 180 km/h                                                                |
| Dienstgipfelhöhe            | 15.000 m                                                                |
| Reichweite in 5.700 m Höhe  | 2850 km mit 8.200 l Kraftstoff 3500 km mit 10.130 l Kraftstoff          |
| Reichweite in 11.000 m Höhe | 3340 km mit 8.200 l Kraftstoff 4250 km mit 10.130 l Kraftstoff          |
| Flugdauer                   | 6,25 h mit 8.200 l Kraftstoff 7,75 h mit 10.130 l Kraftstoff            |
| Triebwerke                  | 4 × Daimler-Benz DB 603A-2-Motoren mit Abgasturboladern Hirth TK 11     |
| Bodenleistung Höhenleistung | je 1.580 PS (1.162 kW) je 1.450 PS (1.066 kW)                           |
| Bewaffnung                  | 5 × MG 131, 4000 kg Bombenlast (geplant für He 274)                     |